# C/2018 Y1 (Iwamoto)
La C/2018 Y1 Iwamoto è una cometa che è stata scoperta il 18 dicembre 2018 dall'astrofilo giapponese Masayuki Iwamoto. È inserita tra le comete non periodiche in quanto ha un periodo di oltre 1.700 anni. La sua orbita è retrograda. Ha raggiunto il perielio il 7 febbraio 2019, nella settimana successiva ha raggiunto la luminosità massima visuale di circa 11,5a, il 12 febbraio 2019 è passata alla minima distanza dalla Terra, 0,304 U.A..

## Scoperta
Curioso il fatto, più unico che raro, che la cometa sia stata scoperta pochi minuti prima di Iwamoto da Shigehisa Fujikawa e ritenuta una nova o una stella cataclismatica in esplosione; avendola segnalata come cometa Iwamoto gli ha dato il suo nome mentre questa facoltà l'ha persa Fujikawa.